# اوله تراکالو
اوله تراکالو (اوکراینی: Олег Дмитрович Тракало؛ زادهٔ ۱۴ فوریهٔ ۱۹۹۸) بازیکن فوتبال اهل اوکراین است.